# New Motorcycle

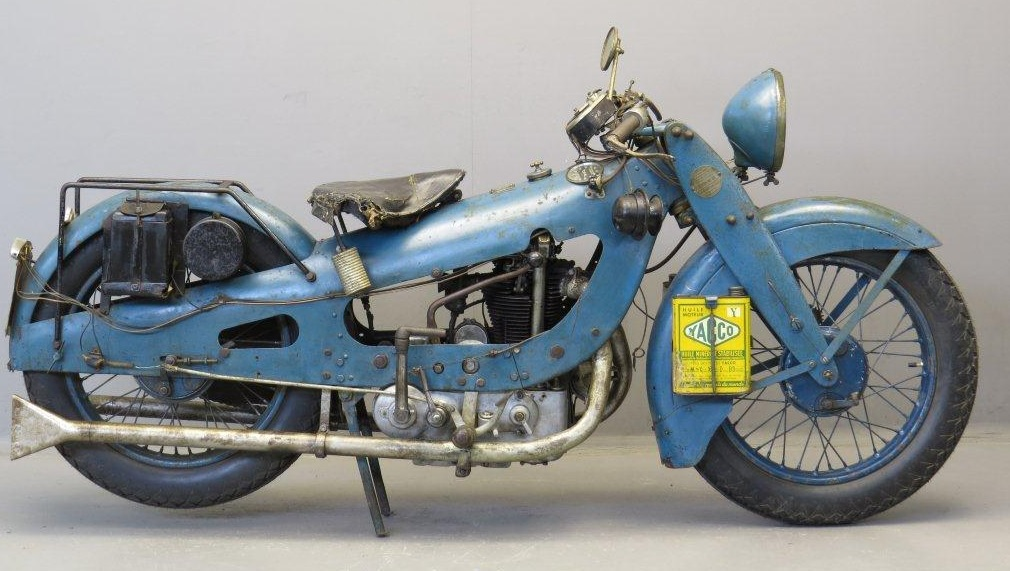
New Motorcycle 500 cc uit 1928

New Motorcycle is een historisch merk van motorfietsen.
De bedrijfsnaam was Ets. New Motorcycle, Orléans (1927-1930).
New Motorcycle was een Frans merk dat motorfietsen met plaatframes maakte.
Georges Roy uit Orléans begon al vroeg in de jaren twintig met experimenten met een geperst stalen frame als vervanging van de buisframes die hij in die tijd onstabiel en niet sterk genoeg vond. Daarnaast moest het plaatwerk de rijder beschermen tegen olie, vet, straatvuil en regen. Pas in 1926 vroeg hij patent aan op zijn New Motorcycle met plaatframe. Er is een foto bekend waarop Roy poseert met een prototype met een Train tweetaktmotor, maar in de daadwerkelijk geproduceerde motorfietsen werden andere inbouwmotoren gebruikt, waaronder die van JAP en Chaise, maar waarschijnlijk ook van MAG.
Waar de productie plaatsvond is niet duidelijk. Op de voorvork van de afgebeelde machines staat als adres Rue du Parc 13 in Orléans, maar in een advertentie in het blad Moto-Revue stond Avenue d'Antony 77, Châtenay-sur-Seine. Beide plaatsen liggen hemelsbreed ruim 100 km van elkaar. De New Motorcycle werd geen succes, en Georges Roy ging zich later bezighouden met een niet minder opvallend project, de Majestic, die wél in Chatenay werd geproduceerd.